# Aïkinite
L'aïkinite (ou aikinite) est un minéral peu commun de la classe des sulfures et des sulfosels. Il est composé de plomb, de cuivre, de bismuth et de soufre, avec une apparence métallique brillante et prismatique. Ses cristaux peuvent être rayés parallèlement à l'axe c. On peut la trouver sous forme des cristaux aciculaires cannelés ou des bâtonnets enchassés dans le quartz, atteignant 3 cm, parfois groupés en agrégats radiés. L'aïkinite peut être également trouvée sous l'habitus de masses compactes où elle est mêlée à d'autres sulfures et sulfosels comme la galène, la chalcopyrite ou l'énargite. C'est un minerai accessoire de bismuth. Ses cristaux opaques peuvent avoir une couleur gris plomb, brun rougeâtre ou noir. Ils montrent un trait gris-noir.

## Étymologie et histoire
L'aïkinite a été découverte pour la première fois en Russie, dans la mine d'or de Berjosowski, en 1843 et a été décrite par le géologue anglo-canadien Edward John Chapman qu'il l'a nommée en l'honneur du minéralogiste britannique, Arthur Aikin (1773 -1854).
D'autres noms ont été utilisés pour le minéral dans les premières publications. Mohs (1804) a utilisé nadelerz (« aiguille de minerai »), Hauy (1809) l'a simplement appelé bismuth sulfuré plumbo-cuprifère. Le nom patrinite a été utilisé par Haidinger (1845), belonite par Glocker (1847) et aciculite par Nicol (1849).

## Classification
L'aïkinite appartient à la classe des sulfures et des sulfosels, et est classée dans le groupe des sulfosels complexes. Il est également membre de la série des aïkinites, qui comprend également la gladite, l'hammarite, la lindströmmite et la rezbányite. Dans la classification

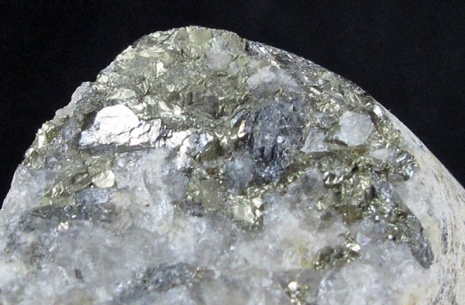
Rares cristaux d'aïkinite prismatiques brillants, noir argenté, mesurant jusqu'à 1 cm et contenant de la pyrite, incrustés dans une extrémité du noyau riche en quartz.

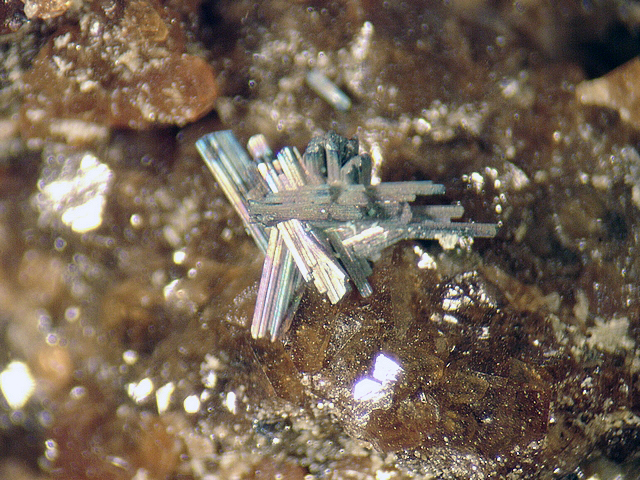
Mine Kara en Tasmanie

## Optique
L'aïkinite est opaque et possède un pléochroïsme faible mais visible, en particulier en immersion.
La teinte passe du blanc au blanc légèrement brunâtre (parallèle {001} blanc crème perpendiculaire {001}, soit blanc pur soit marron clair). Elle a une réflectance assez élevée, plus forte que celle de la galène et une anisotropie forte.

## Chimie
La formule chimique de l'aïkinite, CuPbBiS3, contient
| Cuivre (Cu)  | 11,03 % |
| Bismuth (Bi) | 36,29 % |
| Plomb (Pb)   | 35,98 % |
| Soufre (S)   | 16,70 % |

## Structure cristalline
L'aïkinite cristallise orthorhombiquement dans le groupe spatial Pnma. Elle est donc centrosymétrique, avec des paramètres de maille a = 11,608 Å, b = 4,027 9 Å et c = 11,275 Å. Son unité de formule est de 4 par cellule élémentaire.
Elle une membre final de la série chimique aïkinite-bismuthinite (CuPbBiS3 - Bi2S3) de dérivés ordonnés (superstructures), basée sur la substitution incrémentale Bi + (lacune) → Pb + Cu (Petříček & Makovicky 2006).
Les autres membres de la série comprennent l'émilite, la friedrichite, la gladite, l'hammarite, la krupkaïte, la lindströmite, la paarite, la pékoïte, la salzbourgite et peut-être UM1984-23-S:BiCuPb et UM1974-09-S:BiCuPb.

## Formation et gisements
La localité type est le gisement russe de Berezovsky dans l'oblast de Sverdlovsk où l'aïkinite a été trouvée dans des veines hydrothermales. Formée par altération ou métamorphisme à haute température dans un dépôt hydrothermal souterrain de veines et autres corps riches en métaux, elle s'est développée principalement dans des environnements associés au volcanisme (mode paragénétique 33). Elle est associée avec l'or, la pyrite, la galène, la tennantite, la bismuthinite, l'énargite, la chalcopyrite et le quartz.
La base de données minéralogiques Mindat.org en recense 394 gisements répartis dans le monde en 2024. Plus de 150 se trouvent en Europe, dont 13 en France comme la mine Gabe Gottes, sur la commune de Sainte-Marie-aux-Mines, dans le Haut-Rhin ou la veine de quartz-pechblende dans le granite en affleurement, près du hameau de Quistiave, sur la commune de Guern dans le Morbihan.